# Ева Сонет
Ева Сонет (на полски: Ewa Sonnet) е полски гламур модел и поп певица. Тя е водещ модел на полския сайт BustyPL. През последните години прави и кариера в развлекателната индустрия.
Ева Сонет е родена като Беата Корнелия Дабровска (на полски: Beata Kornelia Dąbrowska) на 8 март 1985 г. в Рибник, в южната част на Полша. След гимназията я открива агент от развлекателната индустрия и тя приема да стане фото модел. В края на 2003 Ева започва работа като еротичен модел за известния полски сайт BustyPL, където позира топлес за снимки и видеоклипове.
През ноември 2005 Сонет позира и за полския CKM, където е и нейната първа поява на корица на списание. В интервю за CKM Ева Сонет заявява, че гърдите и са напълно естествени. Решава да започне музикална кариера и на 11 декември 2005 тя прави първата си телевизионна поява в The Kuba Wojewódzki Show по полския канал Polsat, презентирайки новият си албум Nielegalna (Illegal).
През януари 2006 Sonnet започва да прави концерти в цяла Полша, издава Nielegalna през октомври 2006. От началото на музикалната си кариера Ева получава широко признание, появява се в списания, по телевизията, дава интервю и за радиостанцията KUSF на Университета на Сан Франциско през март 2006. През септември 2007 Ева Сонет участва в полското ТВ шоу Gwiazdy Tańczą на Lodzie, където и партнира кънкьорът Лукаш Южвяк, 2007 е годината в която излиза вторият и албум Хипнотия (Hypnotic). Снима се отново в ноемврийските издания на CKM за 2006 и 2007.